# Kill Gil
Kill Gil es el duodécimo álbum de estudio en solitario del músico argentino Charly García. El disco salió a la venta el 22 de diciembre de 2010, publicado por Del Ángel FEG SRL, y distribuido por Sony Music (si bien llegó a saberse que debería de haber sido EMI Music quien lo publicara, puesto que Charly García tiene un contrato con dicha discográfica).
Este álbum comenzó su producción alrededor del 2005, y luego de diferentes versiones y rumores finalmente fue lanzado en formato CD+DVD en 2010. La obra fue realizada enteramente en Nueva York por Charly García junto al reconocido productor británico Andrew Loog Oldham. Los músicos principales que acompañaron a García en la grabación fueron Carlos González en bajo, Kiuge Hayashida en guitarra y coros y Tonio Silva en batería. María Eva Albistur, Bernard Fowler, Palito Ortega, Deborah de Corral y Fernando Kabusacki también colaboraron en el mismo.

## Historia

### Antecedentes
Durante el año 2005, en el cumpleaños 54 de Charly García celebrado en el Gran Rex, el músico presentó algunos temas que formarían parte del álbum. Ese mismo año García comenzaría las sesiones de grabación en Los Pájaros, el estudio privado del músico Palito Ortega, donde registraría la mayoría de las canciones. El resto de los temas se terminarían de grabar en el estudio de Oldham en Nueva York. Algunos audios que eran una versión demo sin finalizar aparecieron subidos en internet de forma pirata en 2007 y se fueron dispersando, lo que generó un supuesto desinterés en la discográfica por publicarlos. Algunos acusan a Migue García, hijo de Charly, de subir los audios para perjudicar a su padre; otros acusan a la discográfica, adjudicando que querían que García grabase más temas. Lo cierto es que no se sabe nada de quién publicó los audios. Esta versión de demos filtrados del disco recibió una críticas encontradas de aficionados y positivas de unos escasos medios de difusión que lo analizaron.

### Lanzamiento oficial
El álbum fue presentado en 2007, previo a su edición física, con varias fechas en La Trastienda Club bajo el nombre de Kill Gil, acto final: olvidate del rock nacional. 
La salida de la placa, según Charly, «dependía de la burocracia de las cosas». 
Así mismo, su representante confirmó que debido a la licencia médica que transitaba el músico se estaba dedicando a «retocar» el disco y a agregarle algunas canciones y que Kill Gil tendría la participación del Negro García López, a pesar de que en ese momento no estaba integrado en la banda.
Durante las presentaciones de 2010 en el Luna Park presentó el tema «La medicina del amor» que junto a «Deberías saber por qué», son dos de las nuevas canciones que se conocieron post-internación. Precisamente, esto es algo que según se dijo, incluiría en un próximo disco, pero no en Kill Gil. Charly siguió «sobreproduciéndolo» para lograr una versión totalmente distinta a la original, que finalmente fue publicada tres años después de que se filtraran las canciones de manera pirata por Internet. 
El lanzamiento del nuevo álbum de Charly García fue 22 de diciembre de 2010. El disco salió a la venta en formato CD+DVD Surround 5.1, en el cual mientras se escucha la música del álbum, pueden apreciarse animaciones realizadas con pinturas hechas por el músico. 
El disco editado en 2010 omitió dos canciones: «Un corazón para colgar» y la versión de «Play with fire», de The Rolling Stones, interpretada por García y Andrew Loog Oldham, exproductor de la banda).

### Grabación y lanzamiento
Charly definió a Kill Gil como una «miniópera» y narró al respecto una historia de un chico que va a poner una bomba en Nueva York y que, a través de las canciones, les avisa a su madre y a su hijo para que se salven. Como no las interpretan, ellos también mueren "por giles" (acepción latina para alguien "tonto"), por «no conocer el lenguaje de la música».
El empaque, el libro con las letras e ilustraciones y el arte de tapa también suman puntos sobre la versión pirata. Pero lo más importante es la mejora en los arreglos y la mezcla. Así, «No importa», canción de apertura en la que se reutilizan elementos como las cintas adhesivas del disco Say no More y los gritos de mujer de Rock and Roll YO, gana en potencia y color. «King Kong» (que en la versión pirata se llama «La novia o el rehén»), la muy inglesa «In the city that never sleeps», la pegadiza «Los fantasmas» y la versión en castellano del tema de John Lennon «Mirando las ruedas» («Watching the wheels») en el que, a diferencia de la versión pirata de Kill Gil, García corta en el clímax. Esto último da paso al contundente «Break it up», cuya frase musical, dice Charly, fue elogiada por el mismísimo Oldham (productor del disco) como la mejor después de la de «Satisfaction». La placa posee tres nuevas versiones de temas ya editados por García: «Transformación» (de Serú '92), «Telepáticamente» (de Si, el disco en vivo retorno de Sui Generis) y «Happy and Real» (editado en Tango 4 e Influencia).
Estas tres canciones, si bien no agregan nada nuevo a la carrera del músico, le aportan al disco como totalidad nuevos matices compositivos. Los temas que completan son «Pastillas» (se dice que Charly se lo dedicó a su hijo) y «Corazón de hormigón» (la leyenda asegura que es el primer tema compuesto por García en su vida y que estaría destinado a su madre), una melodía con aires del Club del Clan y que es cantada a dúo con Palito Ortega.
Desde el título hasta la tapa del álbum, es una obvia referencia a la película Kill Bill de Quentin Tarantino.

## Recepción
El crítico Mariano Prunes de Allmusic llamó a Kill Gil "más cercano al más errático de los álbumes de Daniel Johnston" y criticó el estado incompleto de las canciones y la deteriorada voz de Charly.

## Lista de canciones

### Versión pirata (2007)
Todas las canciones escritas y compuestas por Charly García, excepto donde se indica. La canción «Corazón de hormigón» es cantada por Palito Ortega. La canción «Play with Fire» es cantada por Andrew Loog Oldham, exrepresentante de The Rolling Stones. 
| N.º | Título                               | Duración |  |
| 1.  | «No importa»                         | 6:25     |  |
| 2.  | «In The City That Never Sleeps»      | 2:55     |  |
| 3.  | «Pastillas»                          | 2:56     |  |
| 4.  | «La novia o el rehén»                | 2:39     |  |
| 5.  | «Corazón de hormigón»                | 3:05     |  |
| 6.  | «Kill Gil - Transformación»          | 6:57     |  |
| 7.  | «Break it up»                        | 2:15     |  |
| 8.  | «Un corazón para colgar» (Townshend) | 1:58     |  |
| 9.  | «Los fantasmas»                      | 3:21     |  |
| 10. | «Telepaticamente»                    | 5:26     |  |
| 11. | «Happy & Real»                       | 4:01     |  |
| 12. | «Mirando las ruedas» (Lennon)        | 4:03     |  |
| 13. | «Play with Fire» (Nanker Phelge)     | 2:42     |  |

### Versión CD (2010)
Todas las canciones escritas y compuestas por Charly García, excepto donde se indica. La canción «Corazón de hormigón» es cantada por Palito Ortega. La primera tirada del disco en su versión CD+DVD posee una lista de temas en diferente orden de la que indica en la contratapa, encontrándose el tema «In The City That Never Sleeps» como tercer tema, desplazando el resto de la lista una posición.. 
| N.º   | Título                          | Duración |  |
| 1.    | «No importa»                    | 5:27     |  |
| 2.    | «King Kong»                     | 2:35     |  |
| 3.    | «Pastillas»                     | 2:55     |  |
| 4.    | «Transformación»                | 6:26     |  |
| 5.    | «Los fantasmas»                 | 3:20     |  |
| 6.    | «Corazón de hormigón»           | 3:06     |  |
| 7.    | «Mirando las ruedas» (Lennon)   | 1:59     |  |
| 8.    | «Break it Up»                   | 2:06     |  |
| 9.    | «Happy and Real»                | 3:54     |  |
| 10.   | «In The City That Never Sleeps» | 2:39     |  |
| 11.   | «Telepáticamente»               | 5:23     |  |
| 39:50 |                                 |          |  |

El riff de la canción «No importa» hecho con teclado al estilo asiático es idéntico al de «Had to Cry Today», primera canción del disco homónimo de la banda inglesa Blind Faith.

## Músicos
- Charly García: teclados, guitarra, bajo y voz.
- Carlos González: bajo.
- Kiuge Hayashida: guitarra y coros.
- Tonio Silva Peña: batería.
- Palito Ortega: voz en «Corazón de hormigón».
- Deborah de Corral: coros.
- Bernard Fowler: coros.
- María Eva Albistur: coros, teclados, guitarra, bajo